# 진 (성씨)
진(陳. 晉, 眞, 秦)씨는 중국과 한국의 성씨이다.

## 베풀 진 陳

### 중국 / 베트남
진(陳, 병음: Chen.천)씨는 중국 성씨 인구 5위이다. 진(陳), 유(劉), 백(白), 사(謝)씨 계통이 많으며, 그 외 여러 소수 민족이 사용하는 성씨로 10가지 정도의 계통이 있다. 춘추시대 진(陳)나라 공족 규(嬀)성 후손들이 국명을 따서 진(陳)성이 되었다.(종성은 규(嬀)성,왕(王)/손(孫)/전(田)/정(丁)/육(陸)/설(薛)/요(姚)/문(文)/차(車)등 성씨들의 일부혹은 전부는 진씨에서 갈라져 나간 성씨들이고, 호(胡)/원(袁)/하(夏)/공(孔)씨 등은 같은 진나라자손 성씨들이다.-경우에 따라서는 이들 성씨들도 진씨계로 보기도 한다.중화성씨통사-진성편이나, 중국진씨사이트 등에서는 같이 언급하고 있다.) 한나라 때 광릉 진씨는 사위 유(劉)씨가 대를 이었고 당대에도 인구수가 많았다고 한다. 한나라 때 백영귀(白永貴)의 자손이 진(陳)씨가 되었다고 한다. 다른 갈래로 강성(姜姓)계열 진씨들이 있는데 본래 강씨(姜氏)였던 사령운(謝靈運)의 자손이 진(陳)씨로 변경했는데, 그 후예들이 베트남 리 왕조 때 공족이었다가 베트남 쩐 왕조를 세웠다고 전한다. 또한, 강태공(姜太公)의 후손이자 발해 고씨(高氏)인 송나라 태위 '고경'의 자손 중 하나가 진씨(陳氏)녀와 혼인하였는데, 장인의 성을 따서 진씨로 개성 했으며, 이후 자손들이 발해진씨, 해령진씨가 되어 청나라에서 명문거족으로서 큰 세력을 떨치기도 하였다. 중국의 유명 인물로 진패선(陳覇先)은 중국 남조 진(陳)의 개국자이다.

### 한국
진(陳)씨는 2015년 대한민국 통계청 인구조사에서 159,339명으로 조사되어 한국 성씨 인구 순위 48위이다. 본관은 여양, 삼척, 강릉, 나주, 광동, 남해, 덕창, 신광 등 등 47본이 있다.
중국 송(宋)나라 복주(福州) 사람인 진수(陳秀)가 우윤(右尹) 벼슬을 지내다가 요금(遼金)의 난을 피해 고려에 건너와 여양현(驪陽縣) 덕양산(德陽山) 아래에 정착한 것이 시초라고 한다.
- 삼척 진씨(三陟 陳氏) 시조 진경(陳鏡)은 고려 태조 때 금자광록대부(金紫光祿大夫)로 시중(侍中), 상서(尙書), 태보(太保) 등을 역임하고 문하시랑평장사(門下侍郞平章事)에 올랐다고 한다. 진경(陳鏡)의 16세손 진의(陳懿)가 1296년(고려 충렬왕 2) 삼척군에 봉해졌다. 진충귀(陳忠貴)가 1395년(태조 4) 조선 개국원종공신에 녹훈되었다. 2015년 인구는 10,252명이다.

- 여양 진씨(驪陽 陳氏) 시조 진총후(陳寵厚)의 아들 진준(陳俊)이 고려 명종(明宗)조에 참지정사(叅知政事)·판병부사(判兵部事)에 이르렀다.[1] 여양은 충청남도 홍성군 장곡면 일대의 고려시대 지명이다. 여양 진씨는 조선시대 문과 급제자 14명을 배출하였다.[2]
  - 나주 진씨(羅州陳氏) 시조 진온(陳溫)은 여양진씨(驪陽陳氏) 시조 진총후(陳寵厚)의 증손자로 고려 강종 때 문과에 급제하여 한림학사(翰林學士), 예빈경(禮賓卿), 지공주사(知公州事)를 지내고 지나주사(知羅州事)를 지냈다고 한다. 2015년 인구는 4,167명이다.
  - 강릉 진씨(江陵 陳氏) 시조 진신언(陳臣彦)은 여양 진씨(驪陽陳氏) 시조 진총후(陳寵厚)의 11세손으로 전의소감(典醫少監)을 지냈다고 한다. 2000년 인구는 4,284명이다.

- 남해 진씨(南海陳氏) 시조 진우(陳禑)는 고려 조에 예빈사사(禮賓寺事)를 지냈다고 한다. 2000년 인구는 503명이다.

- 덕창 진씨(德昌陳氏) 시조 진역승(陳力升)은 고려시대에 사재사경(司宰寺卿)을 지냈다고 한다. 덕창(德昌)은 평안북도 박천(博川)의 옛 지명이다. 2000년 인구는 138명이다.

- 광동 진씨(廣東陳氏)의 시조(始祖) 진린(陳璘)은 정유재란(丁酉再亂) 때 명(明)나라 도총관(都摠管)‧전군도독부도독(前軍都督府都督)으로서 이순신(李舜臣)과 더불어 왜적을 물리치는데 공(功)을 세워 광동백(廣東伯)에 봉해졌다. 그의 손자 진영소(陳泳溸)가 조선에 들어와 전라도 해남현 내해리에 정착하였다.[3] 2015년 인구는 2,397명이다.

#### 인물
진(陳)씨 저명 인물로는 진의종(陳懿種) 제17대 국무총리, 진념(陳稔) 제9대 재정경제부 장관, 진대제(陳大濟) 제49대 정보통신부 장관이 있다.

## 나라 진 秦

### 중국
진(秦, 병음: Ch'in, Cin)씨는 중국 성씨순위 74위로 4가지 계통이 있다고 한다. 기원전 8세기 무렵 로마인이 창성한 진씨, 전욱/백익 후예 영성 조씨 계통의 진씨, 주문왕 희성 진씨, 순임금 때 래(来)성에서 개성한 진씨, 등이 있다고 한다. 시안/장안은 주나라 초기 수도 있었던 곳으로 주문왕 계열의 본관이다. 그 외 소수 다른 계열도 있다고 한다.
유명 인물로는, 기원전 2세기 경, 연나라 장수 진개(秦開)가 고조선을 경략하여 각종 무덤과 성벽을 쌓아서 연의 영토를 현재의 압록강 지역까지 확대하였는데, 중국문물국이 2000년 발굴한 다링허(대릉하) 길목의 랴오닝성 젠창셴(建昌縣) 둥다장쯔(東大杖子)촌의 '적석목곽분'에서 청동단검과 연나라 토기들이 함께 출토되었다. 조사국은 진개, 또는 연나라 사람들의 관련된 유물로 추정하였다. 진개의 손자 진무양(秦舞陽)은 진시황제 암살하려고 하였던 형가(荊軻)의 부장이다. 이들 부자의 정확한 출신은 전하지 않는다.

### 한국
한반도에 백제/신라에 토착 진(秦)씨가 있었다고 한다. 일본서기에 따르면 백제 근초고왕 때 열도 제후국 남제에서 백제로 동래한 신(神)씨들이 있었는데, 당대 진/신은 혼용 발음이어서 진(秦)씨로 바뀌었다고 한다. 그 무렵 근초고왕은 강원도를 정벌해서 영토로 삼았는데 진(秦)씨들이 강원도 지역 일대에 살다가 6세기 남하하였다고 한다. 진(秦)씨들은 신라에도 있어, 신라 문무왕(701년)의 명령에 따라 진기촌도리(秦忌寸都理)가 일본에 건너가 문화를 전파했다는 기록이 전한다. 신라는 사찰 건축 기술 등의 뛰어나 기술을 전수하였으며, 7세기 이후에는 대거 이주하여 신라계 호족이 일본에서 왕실을 견제하는 호족 세력으로 성장하였다고 한다.
진(秦)씨는 2015년 대한민국 통계청 인구조사에서 19,301명으로 조사되었다. 1039년(정종 5년) 우산기상시에 오른 진현석(秦玄錫)이 고려사에 기록되어 있다. 진(秦)씨는 조선씨족통보(朝鮮氏族通譜, 1926)와 증보문헌비고(增補文獻備考)등의 문헌에 54본까지 기록되어 있으나, 풍기와 진주를 제외한 나머지 본관의 유래와 세계는 알 수 없다.
- 풍기 진씨(豐基 秦氏)의 시조 진필명(秦弼明)은 당 고종 때 병부시랑(兵部侍郞)에 올랐으며, 660년(태종무열왕 7) 대사마대장군(大司馬大將軍)으로 소정방(蘇定方) 등과 함께 나당(羅唐) 연합군의 장수로 참전하여 백제를 멸망시킨 뒤 돌아가지 않고 신라에 귀화하여 태원백(太原伯)에 봉해졌다고 한다. 그의 15세손 진질명(秦礩溟)은 고려 의종 때 문과에 급제하여 문하좌시중(門下左侍中)으로 정중부(鄭仲夫)의 난을 평정하는데 공을 세워 기주부원군(基州府院君)에 봉해졌다. 진질명의 형 진질직(秦礩直)과 진질황(秦礩晃)의 후대에서 삼척파(三陟派)과 영춘파(永春派)로 분적되었다. 풍기 진씨는 조선시대 문과 급제자 5명을 배출하였다.[4] 2015년 기준 인구는 12,974명이다.

- 진주 진씨(晉州 秦氏)의 시조 진욱(秦郁)이 고려시대 박사보리공신(博士輔理功臣)으로 진주군(晋州君)에 봉해졌다. 진욱(秦郁)의 둘째 아들 진계백은 고려 공민왕 때 찬성사(贊成事)로서 홍윤‧최만생 등과 정사(政事)를 논하다가 그들이 모반을 계획하자 화를 면하기 위해 제주로 피거함으로써 제주 입향조가 되었다. 진주 진씨는 찬성사 진계백이 제주도에 발을 처음 들여 놓은 후부터 애월읍‧한림읍 등지에 집중 세거하였으므로 오늘날 진주 진씨의 대부분이 제주도에 살고 있다.[5] 2000년 기준 인구는 1,582명이다.
- 남원 진씨(南原秦氏)의 시조 진왕도(秦王道)는 도시조(都始祖) 진필명(秦弼明)의 19세손이다. 그는 전서를 지낸 진중기(秦中起)의 아들이다. 시조에게는 진군옥(秦君玉), 진군명(秦君命), 진수연(秦壽年), 진세영(秦世榮) 등 4형제가 있었다. 조선시대에 진응헌(秦應憲,1797 丁巳生),순조16년(1816) 식년시 삼등(三等), 진상목(秦尙穆,1783 癸卯生),순조16년(1816) 식년시 이등(二等), 진응록(秦應祿,1797 丁巳生),순조16년(1816) 식년시 이등(二等), 진순팔(秦舜八,1741 辛酉生),영조50년(1774) 식년시 삼등(三等), 진중박(秦中璞,1791 辛亥生),순조28년(1828) 식년시 일등(一等), 진봉량(秦鳳良,1817 丁丑生), 헌종1년(1835) 증광시 삼등(三等), 진득록(秦得祿,1754 甲戌生),정조13년(1789) 식년시 삼등(三等), 진응복(秦應福,1799 己未生),순조31년(1831) 식년시 삼등(三等), 진순좌(秦舜佐, 1741 辛酉生),영조44년(1768) 식년시 이등(二等), 진성렴(秦成濂,1843 癸卯生),고종22년(1885) 식년시 삼등(三等) 등 모두 10명의 사마시 과거 급제자가 있다. 2000년 기준 3,565명이다. 광복 전에는 개성시에 집성촌이 있었다고 한다. 남원진씨(南原晋氏) 와는 전혀 다른 성씨이다.

- 진(秦)씨의 저명 인물로는 진형구(秦炯九) 제17대 대검찰청 공안부장, 진성호(秦聖昊) 제18대 국회의원, 진종오(秦鍾午) 제22대 국회의원이 있다.

## 나아갈 진 晉

### 한국
진(晉)씨는 2015년 대한민국 통계청 인구조사에서 7,566명으로 조사되었다. 본관은 남원(南原) 단본이다. 《고려사》에 최초로 기록된 진(晉)씨 성을 가진 인물은 향공진사(鄕貢進士)로서 958년(광종 9년) 최초로 실시된 과거시험에서 갑과(甲科)로 급제하여 광문원소감(光文院少監)을 역임한 진긍(晉兢)이 있는데 본관이 남원(南原)으로 되어 있다.
남원 진씨(南原晉氏)의 시조 진함조(晉含祚)는 1023년(고려 현종 14) 상서좌복야(尙書左僕射)에 올랐다. 진광인(晉光仁, 1128년 ~ 1186년)은 1185년 병부시랑(兵部侍郞)에 이르렀다. 그의 후손인 진석(晉錫)이 고려 고종 때 거란의 침입이 있었을 때 공(功)을 세워 남원군(南原君)에 봉해졌다.

### 중국
진(晉, 병음: Chin, King)씨는 주나라 때 제후국 진(晉)나라 호족의 성씨다. 주나라 무왕의 아들 당숙우(唐叔虞)가 진(晉)나라에 봉분되고 자손들이 진(晉), 한(韓), 위(魏)씨로 나뉘었다고 전한다.

## 참 진 眞
진(眞)씨는 백제 8대 귀족 성씨의 하나이다. 삼국사기(三國史記) 등 문헌에 따르면 진고도(眞高道)는 백제 근구수왕조 내신좌평(內臣佐平)이다. 진무(眞武)는 백제 아신왕조 병관좌평이다. 진가모(眞嘉謨)는 백제 근초고왕조 병관좌평(兵官佐平)이다. 진정(眞淨)은 백제 근초고왕조 조정좌평(朝廷佐平)으로 삼았다. 진공(眞功)은 신라 신문왕조 대아찬이다. 진복(眞福)은 신라 신문왕조 상대등이다. 진호(眞虎)는 후백제 견훤(甄萱) 때 관료이다.
진(眞)씨는 2000년 대한민국 통계청 인구조사에서 1,579명으로 조사되었다. 본관은 서산 진씨(瑞山 眞氏) 단본이다.

## 같이 보기
- 陳姓
- 晉姓
- 真姓
- 秦姓